# Прончук Тарас Вікторович
Тара́с Ві́кторович Прончу́к (6 серпня 1997, с. Хотин, Рівненська область, Україна — 16 лютого 2017, с. Водяне, Волноваський район, Донецька область, Україна) — молодший сержант Збройних сил України, морській піхотинець, учасник російсько-української війни, псевдо «Людоїд».

## Життєпис
Народився 1997 року в селі Хотин на Рівненщині. Був старшим з чотирьох синів. Навчався у Хотинській школі, а з 5 до 9 класу — у Городоцькій загальноосвітній школі. У шкільні роки виконував обов'язки паламаря-прислужника священика в Свято-Анно-Зачатіївській сільській церкві. 2015 закінчив Рівненський технічний коледж Національного університету водного господарства та природокористування за фахом електрогазозварювальника.
Призваний до війська у листопаді 2015, служив на посаді кулеметника. В подальшому продовжив службу за контрактом.
Молодший сержант, заступник командира бойової машини — навідник-оператор 2-ї роти 1-го батальйону морської піхоти 36-ї окремої бригади морської піхоти, в/ч А2802, м. Миколаїв.
Брав участь в антитерористичній операції на Сході України, в ОТУ «Маріуполь». Оскільки Тарасу не було ще 20 років, його хотіли відправити з сектора до Миколаєва, але він відмовився. Під час останньої ротації витягнув з поля бою чотирьох поранених до місця евакуації.
Загинув 16 лютого 2017 року о 09:50 від кульового поранення поблизу с. Водяне Волноваського району, внаслідок обстрілу взводного опорного пункту російськими терористами з боку окупованої Саханки.
18 лютого з 19-річним воїном-захисником прощались у Рівному. Похований на кладовищі рідного села Хотин.
Залишилася мати і троє молодших братів.

## Нагороди
- Орден «За мужність» III ступеня (10.04.2017, посмертно), за особисту мужність, виявлену у захисті державного суверенітету та територіальної цілісності України, самовіддане виконання військового обов'язку[2].
- Відзнака УПЦ КП — медаль «За жертовність і любов до України».
- Пам'ятна відзнака — медаль «За оборону Маріуполя».
- Відзнака ВГО «Країна» — медаль «За відвагу».

## Вшанування пам'яті
У травні 2017 на фасаді Городоцької ЗОШ I-III ступенів в селі Городок Рівненського району встановлено меморіальну дошку на честь загиблого випускника школи.